# Konstantinos Kumas

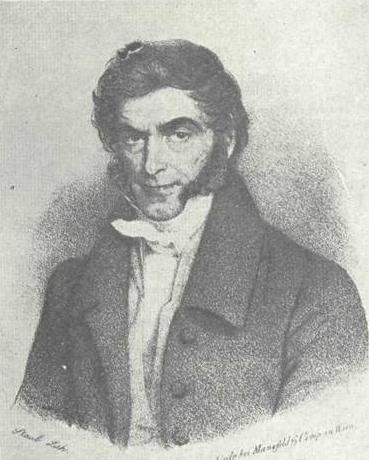
Konstantinos Kumas.

Konstantinos Michael Kumas (grekiska Κωνσταντίνος Μιχαήλ Κούμας), född 1777, död 1836, var en nygrekisk lärd, pedagog och författare.
Kumas fullbordade sina studier i Wien och deltog sedan med Konstantinos Oikonomos i stiftandet av det berömda filologiska gymnasiet i Smyrna, där han från 1809 verkade i flera år. Utbrottet av grekiska frihetskampen 1821 förde honom till Trieste, där han bland annat skrev sitt huvudverk Historiai ton antropinon praxeon (1826–1832), en världshistoria i 12 band. Kumas främjade i sitt fosterland studiet av filologi, filosofi, geografi och kemi, inte så mycket genom egna skrifter som genom en mängd översättningar och bearbetningar.